# Мейер, Бесс
Бесс Мейер (Bess Meyer) — американская актриса театра и кино.

## Биография
Актриса, в кинематографе с 1986 года, к 2009 году — 38 ролей в фильмах и телесериалах.
В России известна г.о. ролями в фильмах «Ближний круг» Андрона Кончаловского, где сыграла роль 16-летней Кати и «Некрономикон» (киноновелла «Холод»), по известному произведению Лавкрафта, в роли Эмили.
Работала с режиссёрами Андроном Михалковым-Кончаловским, Брайаном Юзной, Деннисом Клейном, Филом Робинсоном, Кевином Инчем, Майклом Леманом, Роем Кампанеллой, Стэном Драготи и другими.
Актриса Театра Lost Studio в Лос-Анджелесе.

## Фильмография

### Актриса
- 1986 — One More Saturday Night (реж. Деннис Клейн, комедия) — Тоби[4]
- 1987 — In the Mood (реж. Фил Алден Робинсон, комедия) — Slapping Teenage Girl
- 1988 — Highway to Heaven (реж. Кевин Инч, драма, фэнтези, телесериал, 1984—1989) — Ли Брэдли[5]
- 1988 — Aaron’s Way (реж. Р. Гудвин, Ноэль Носек и др., драма) — Матис[6]
- 1988 — Heathers (реж. Майкл Леман) — Female Stoner[7]
- 1988 — Quiet Victory: The Charlie Wedemeyer Story (реж. Рой Кампанелла, драма, т/ф)[8]
- 1989 — Она неуправляема (реж. Стэн Драготи) — Шерил
- 1989 — Saved by the Bell — Вики
- 1990 — Unspeakable Acts — Illiana Fuster
- 1990 — Normal Life — Prima
- 1990 — Parenthood (телесериал) — Julie Buckman Hawks
- 1991 — Ближний круг (фильм) (реж. Андрон Кончаловский)[9] — Катя
- 1992 — Room for Two — Наоми Дилан
- 1993 — Picket Fences — Джоди Элизе
- 1993 — Некрономикон (фильм) (реж. Брайан Юзна) — Эмили Остерман
- 1994—1995 — The Boys Are Back — Джуди Хансен
- 1995 — Stuart Saves His Family — Laurie
- 1996 — Party of Five — Эмили Шредер
- 1997 — George & Leo — Кейси
- 1997 — Nothing Sacred — Марго
- 1998—1999 — Brother’s Keeper — Дэна Драгер
- 1999 — Ned and Stacey — Дженни
- 2000 — Friends — Дана Кейстоун
- 2000 — Meat Loaf: To Hell and Back — Эрин
- 2001 — The Trouble with Normal — Линдси
- 2001 — Will & Grace — Марси[10]
- 2003 — Las Vegas — Мари Камински
- 2005 — Duck, Duck, Goose! (короткая комедийная киноистория) — La Giggly Girl
- 2005 — Jake in Progress — Val
- 2005 — Mystery Woman: Vision of a Murder — Элис
- 2005 — Strong Medicine — Каролин
- 2005 — Capote — Линда
- 2007 — The King of Queens — Мелинда
- 2007 — Bones — Элис Мильнер
- 2007 — Rules of Engagement — Кэти
- 2007 — The Kidnapping — Люси
- 2007 — All I Want for Christmas — Эйрин Дэвис
- 2009 — Without a Trace — Марси Симпкинс

### Играет саму себя
- 2005 — Special Thanks to Roy London